# Abborregölen (Södra Vi socken, Småland, 641409-149271)
Abborregölen är en sjö i Vimmerby kommun i Småland och ingår i Motala ströms huvudavrinningsområde.